# Le Bouscat
Le Bouscat is een gemeente in het Franse departement Gironde (regio Nouvelle-Aquitaine). De plaats maakt deel uit van het samenwerkingsverband Bordeaux Métropole en het arrondissement Bordeaux. Le Bouscat telde op 1 januari 2022 24.262 inwoners.

## Geografie
De oppervlakte van Le Bouscat bedroeg op 1 januari 2022 5,28 vierkante kilometer; de bevolkingsdichtheid was toen 4.595,1 inwoners per km².

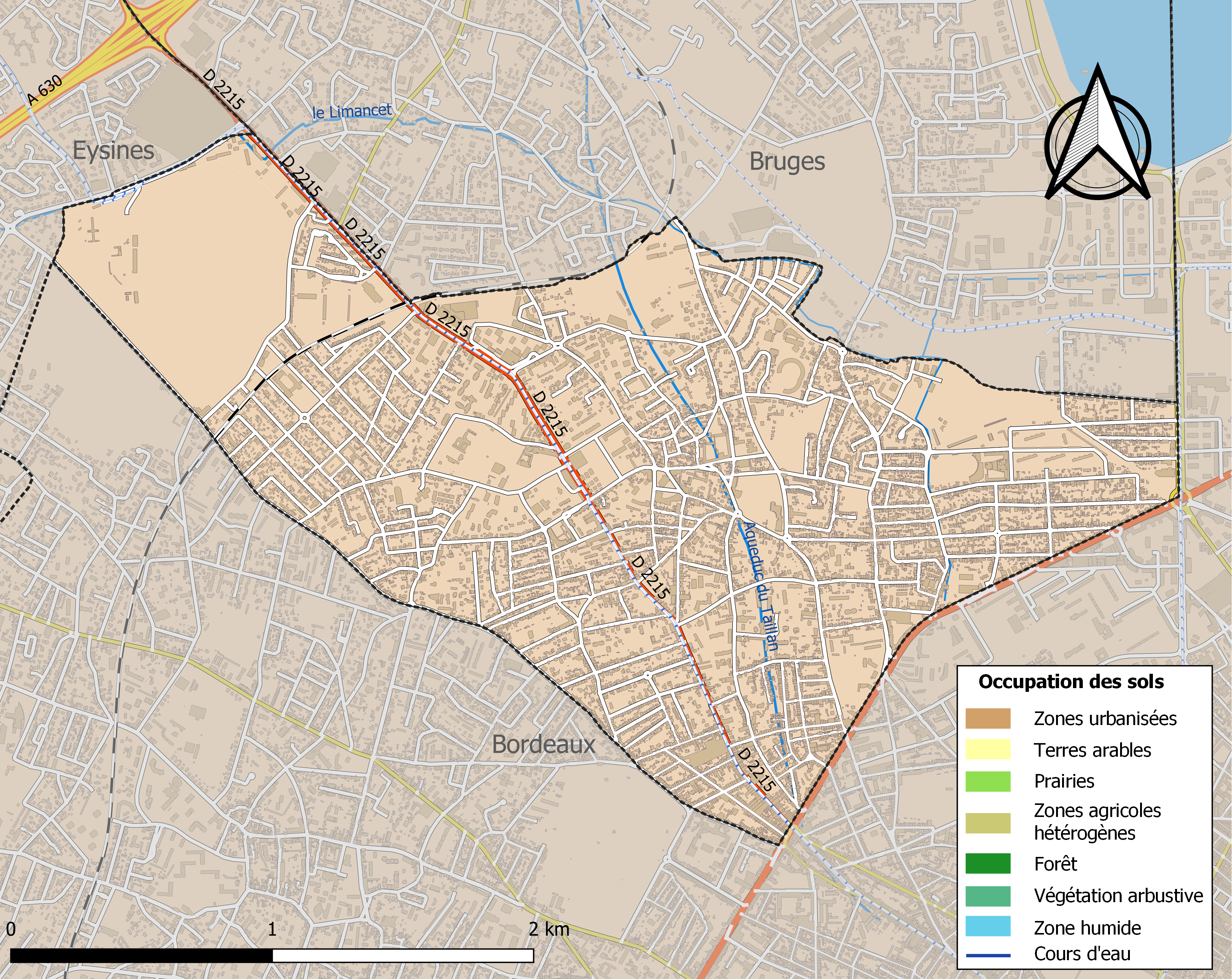
Kaart van de gemeente met belangrijkste infrastructuur, bodemgebruik en omliggende gemeenten

## Verkeer
In de gemeente ligt de spoorweghalte Le Bouscat-Sainte-Germaine.

## Demografie
Onderstaande figuur toont het verloop van het inwonertal (bron: INSEE-tellingen).